# Скородново
Скородново — упразднённая деревня в Антроповском районе Костромской области России. Входила в состав Котельниковского сельского поселения/ Исключена из учётных данных в 2025 году.

## География
Находится в центральной части Костромской области на расстоянии приблизительно 38 км на юг-юго-запад по прямой от поселка Антропово, административного центра района.

## История
В XIX — начале XX века деревня относилась к Галичскому уезду Костромской губернии. В 1872 году здесь было учтено 14 дворов, в 1907 году —11.

## Население
| 2008 | 2010 | 2014 |
| ---- | ---- | ---- |
| 3    | ↗4   | ↘0   |

Постоянное население составляло 109 человек (1872 год), 38 (1897), 42 (1907), 8 в 2002 году (русские 100 %), 0 в 2022.